# Sciurus ingrami
| Con sóc của Ingram           | Con sóc của Ingram  |
| ---------------------------- | ------------------- |
|                              |                     |
| Phân loại khoa học           |                     |
| Vương quốc:                  | Động vật            |
| Phylum:                      | Hợp âm              |
| Lớp học:                     | Động vật có vú      |
| Gọi món:                     | Loài gặm nhấm       |
| Gia đình:                    | Bệnh sùi mào gà     |
| Chi:                         | Khoa học viễn tưởng |
| Loài:                        | S. ingrami          |
| Tên nhị thức                 |                     |
| Sciurus ingrami Thomas, 1901 |                     |

Sciurus ingrami, thường được gọi là sóc của Ingram trong tiếng Anh, là một loài sóc được tìm thấy ở Nam Mỹ. Nó được gọi là serelepe ở phía đông nam Brazil. Nó được tìm thấy ở Đại Tây Dương Rừng Quần xã sinh vật của Brazil và tỉnh Misiones, Argentina.
Nó được coi là một loài khác nhau, hoặc là một phân loài của loài sóc Brazil Sciurus aestuans hoặc Gu Muffuetus brasiliensis.
Nó là đơn độc và lãnh thổ, nhưng đã được nhìn thấy để hành động cùng nhau và di chuyển một con mèo săn mồi, lề.

## Ăn kiêng
Trong những khu rừng cao nguyên ẩm ướt của Araucaria angustifolia trên cao nguyên Misiones và các khu vực xung quanh, loài sóc này sống chủ yếu trên các loại hạt của Syagrus romanzoffiana.
Trong một khu rừng Araucaria angustifolia thứ cấp ở Công viên giải trí tái tạo ở vùng lân cận thành phố Curitiba, Paraná, 1400 giờ trong một năm đã dành thời gian quan sát hành vi kiếm ăn của loài sóc này. Mặc dù nó ăn mười loài thực vật, nó đã thu được hầu hết chế độ ăn kiêng từ các loại hạt của Syagrus romanzoffiana (cây cọ hoàng hậu) trong suốt cả năm, nhưng nó đã chấm dứt điều này với đỉnh điểm cho ăn hạt Araucaria angustifolia vào mùa thu và mùa đông, và acorns của Quercus robur không bản địa (tiếng Anh sồi, như Q. pedunculatatrong nghiên cứu) vào mùa hè. Nấm cũng rất quan trọng trong mùa đông và mùa xuân. Các loài thực vật được giới thiệu khác là các mặt hàng thực phẩm ít hơn nhưng đáng kể, vì vậy hạt của Pinus taeda (loblolly pine) vào mùa đông và các loại hạt của Castanea sativa (hạt dẻ) vào mùa xuân và mùa hè thường được tiêu thụ. Các loài thực vật nhỏ nhưng thường xuyên khác là các loại hạt của Butia eriospatha (cọ thạch len) bản địa vào mùa xuân và mùa hè, pips của Eriobotrya japonica (loquat) không bản địa vào mùa đông, Eugenia uniflora vào mùa xuân và mùa hè, và Rhamnus sphaerosperma bản địa vào mùa hè và mùa thu, cũng như hoa và vỏ cây. Symplocos uniflora là một mặt hàng thực phẩm hiếm trong mùa hè.